# Remo nos Jogos Pan-Americanos de 2015 - Skiff simples masculino
A competição do skiff simples masculino foi um dos eventos do remo nos Jogos Pan-Americanos de 2015. Foi disputada no Royal Canadian Henley Rowing Course em St. Catharines, nos dias 11 e 15 de julho.

## Calendário
Horário local (UTC-4).
| Data        | Horário | Fase          |
| ----------- | ------- | ------------- |
| 11 de julho | 10:25   | Eliminatórias |
| 11 de julho | 14:45   | Repescagem    |
| 15 de julho | 9:15    | Final B       |
| 15 de julho | 10:15   | Final A       |

## Medalhistas
| Ouro   | CUB Ángel Fournier |
| Prata  | CAN Rob Gibson     |
| Bronze | ARG Brian Rosso    |

## Resultados

### Eliminatórias
Bateria 1
| Pos. | Remador              | Nacionalidade   | Tempo   | Notas |
| ---- | -------------------- | --------------- | ------- | ----- |
| 1    | Ángel Fournier       | CUB Cuba        | 7.11.74 | FA    |
| 2    | Brian Rosso          | ARG Argentina   | 7.16.26 | R     |
| 3    | Juan Cabrera         | MEX México      | 7.17.26 | R     |
| 4    | Gabriel Alves Campos | BRA Brasil      | 7.33.76 | R     |
| 5    | Gerson Hernandez     | ESA El Salvador | 7.37.47 | R     |
| 6    | Arturo Rivarola      | PAR Paraguai    | 7.46.35 | R     |

Bateria 2
| Pos. | Remador          | Nacionalidade      | Tempo   | Notas |
| ---- | ---------------- | ------------------ | ------- | ----- |
| 1    | Yohann Rigogne   | USA Estados Unidos | 7.06.78 | FA    |
| 2    | Rob Gibson       | CAN Canadá         | 7.22.77 | R     |
| 3    | Eduardo Linares  | PER Peru           | 7.27.35 | R     |
| 4    | Revolorio Garcia | GUA Guatemala      | 7.32.37 | R     |
| 5    | Montes Esquivel  | URU Uruguai        | 7.40.34 | R     |
| 6    | Felipe Cardenas  | CHI Chile          | 7.50.76 | R     |

### Repescagem
Repescagem 1
| Pos. | Remador          | Nacionalidade   | Tempo   | Notas |
| ---- | ---------------- | --------------- | ------- | ----- |
| 1    | Brian Rosso      | ARG Argentina   | 7.30.03 | FA    |
| 2    | Revolorio Garcia | GUA Guatemala   | 7.32.03 | FA    |
| 3    | Eduardo Linares  | PER Peru        | 7.34.17 | FB    |
| 4    | Gerson Hernandez | ESA El Salvador | 7.47.06 | FB    |
| 5    | Arturo Rivarola  | PAR Paraguai    | 8.02.01 | FB    |

Repescagem 2
| Pos. | Remador              | Nacionalidade | Tempo   | Notas |
| ---- | -------------------- | ------------- | ------- | ----- |
| 1    | Rob Gibson           | CAN Canadá    | 7.19.16 | FA    |
| 2    | Juan Cabrera         | MEX México    | 7.21.92 | FA    |
| 3    | Montes Esquivel      | URU Uruguai   | 7.45.83 | FB    |
| 4    | Gabriel Alves Campos | BRA Brasil    | 7.49.91 | FB    |
| 5    | Felipe Cardenas      | CHI Chile     | 8.19.48 | FB    |

### Final
Final B
| Pos. | Remador              | Nacionalidade   | Tempo   | Notas |
| ---- | -------------------- | --------------- | ------- | ----- |
| 7    | Arturo Rivarola      | PAR Paraguai    | 8:09.37 |       |
| 8    | Eduardo Linares      | PER Peru        | 8:14.28 |       |
| 9    | Montes Esquivel      | URU Uruguai     | 8:21.08 |       |
| 10   | Gerson Hernandez     | ESA El Salvador | 8:32.26 |       |
| 11   | Gabriel Alves Campos | BRA Brasil      | 9:02.94 |       |
| 12   | Felipe Cardenas      | CHI Chile       | DNS     |       |

Final A
| Pos.              | Remador          | Nacionalidade      | Tempo   | Notas |
| ----------------- | ---------------- | ------------------ | ------- | ----- |
| Medalha de ouro   | Ángel Fournier   | CUB Cuba           | 7:51.39 |       |
| Medalha de prata  | Rob Gibson       | CAN Canadá         | 7:57.94 |       |
| Medalha de bronze | Brian Rosso      | ARG Argentina      | 8:01.38 |       |
| 4                 | Yohann Rigogne   | USA Estados Unidos | 8:02.40 |       |
| 5                 | Juan Cabrera     | MEX México         | 8:02.79 |       |
| 6                 | Revolorio Garcia | GUA Guatemala      | 8:18.14 |       |